# Saviorless
Saviorless es un videojuego de plataformas desarrollado por Empty Head Games y publicado por Dear Villagers para Linux, Mac, Windows, Nintendo Switch y PlayStation 5. Fue lanzado el 2 de abril de 2024 y es considerado el primer videojuego independiente cubano con distribución multiplataforma e internacional.

## Sinopsis
Antar, un niño, anhela las Islas Sonrientes, pero el Narrador controla su destino para que falle. El cazador Nento también busca las islas y, manipulado, se convierte en un protagonista incontrolable que quiere terminar la historia. El Narrador debe guiar a Antar para detenerlo. El juego explora la falta de control narrativo y presenta una historia fragmentada.

## Jugabilidad
Saviorless es un juego de plataformas 2D de fantasía oscura con un estilo visual caracterizado por gráficos y animaciones exquisitamente dibujados a mano. El juego permite a los jugadores controlar a tres protagonistas distintos: Antar, Savior y Nento, cada uno con habilidades y desafíos específicos.
- Antar es descrito como un niño imprudentemente curioso, cuyo modo de juego se centra en la exploración de los escenarios y la resolución de puzles, debiendo evadir los peligros que encuentra en su camino hacia las Islas Sonrientes.

- El Savior es el feroz avatar enmascarado de Antar, enfocado en el combate de alta velocidad y sin cuartel contra hordas de enemigos extraños y formidables jefes que habitan el reino de los Salvadores.

- Nento, por su parte, es un cazador despiadado obsesionado con el control, que hará lo que sea necesario para convertirse en el protagonista inesperado de la historia, incluso aniquilando a quienes se interpongan en su camino.

La jugabilidad combina elementos clásicos del género "side-scroller" en 2D con una estética que evoca los juegos de 16 bits. Además, incorpora un enfoque cinemático impulsado por la narrativa y situaciones que rompen la cuarta pared. Los jugadores experimentarán una narrativa quebrada y deberán adaptarse a las mecánicas únicas de cada personaje a medida que la historia avanza y se transiciona fluidamente entre ellos. El juego también incluye elementos de colección, como la búsqueda de páginas que completan la historia. La carencia de control por parte del protagonista es un concepto central que se refleja en la jugabilidad, donde los personajes intentan tomar las riendas de la narrativa. Saviorless se inspira en juegos "híbridos" donde coexisten múltiples mecánicas, buscando situaciones de juego únicas. El diseño de niveles también está influenciado por juegos narrativos donde el entorno contribuye a la historia.

## Trama
Saviorless presenta a Antar, un niño ingenuo con el ferviente deseo de alcanzar las misteriosas y prohibidas Islas Sonrientes, un lugar del que se dice emana el poder ilimitado de los Salvadores. A pesar de sus numerosos intentos, Antar nunca ha logrado acercarse a su destino. De manera similar, Nento, un cazador fuerte y determinado a convertirse en un Salvador inmortal, tampoco ha tenido éxito. La aventura de Antar está predeterminada al fracaso dentro de un ciclo diseñado por el Narrador para que nunca alcance sus objetivos.
El Narrador ejerce un control férreo sobre Antar y su historia, siguiendo estrictamente ciertas reglas. La principal establece que un narrador jamás debe permitir que su protagonista logre sus metas, asegurando así que la historia nunca termine. Otra regla fundamental prohíbe a un narrador controlar a más de un protagonista. Sin embargo, los inexpertos aprendices del Narrador, en un momento de descuido de este, toman control del cazador Nento por simple diversión. Como resultado, Nento se convierte en un nuevo protagonista sobre el cual los narradores han perdido el control y que buscará concluir la historia a cualquier precio, incluso destruyendo a los propios narradores en el proceso.
Ante esta situación imprevista y peligrosa, el anciano Narrador se ve forzado a guiar a Antar hacia el interior de las Islas Sonrientes en un intento desesperado por detener a Nento y evitar que la historia llegue a su fin para siempre. La trama del juego explora la carencia de control por parte del protagonista, mientras que Antar, Nento y los Narradores intentan ganar control sobre la narrativa, enfrentándose entre sí en el proceso. El juego presenta una narrativa quebrada y un giro inesperado de los acontecimientos, donde el jugador podrá experimentar la historia desde las perspectivas de diferentes personajes.

## Desarrollo y distribución

### Orígenes y financiación inicial
En 2016, el artista y diseñador Josuhe Pagliery, junto con el programador Johann Armenteros, comenzaron a desarrollar el videojuego Savior (actualmente conocido como Saviorless) en La Habana, Cuba, bajo el estudio Empty-Head Games. Ampliamente promocionado como "el primer videojuego independiente cubano", este proyecto fue sin duda el más ambicioso de su tipo emprendido en el país hasta ese momento.
El proyecto llamó la atención de una fundación estadounidense llamada Innovadores Foundation, que facilitó el acceso a una campaña de financiación colectiva en la plataforma IndieGogo. La campaña fue un éxito, convirtiéndose en tendencia en su segundo día, y en tan solo seis días, se obtuvieron los fondos solicitados para iniciar el desarrollo del proyecto. Como resultado, gran parte de la prensa especializada se interesó en Saviorless, ganando mayor visibilidad y reconocimiento público.

### Primeros desafíos
El proceso de desarrollo inicial fue complejo debido al alto grado de inexperiencia del equipo, pero resultó en una demo jugable presentada al público en agosto de 2017 en la VR Gallery de Chicago. Aunque lejos de ser perfecta, el resultado ayudó a definir muchos de los fundamentos visuales y de jugabilidad que se explorarían más adelante. Poco después de este evento, las relaciones entre Estados Unidos y Cuba se deterioraron tras el cierre de la Embajada en La Habana debido a ataques sónicos, terminando así cualquier posibilidad de participación en festivales o eventos celebrados en Estados Unidos. Aproximadamente al mismo tiempo, el programador abandonó el proyecto por razones personales, dejando la supervivencia del proyecto en el limbo.

### Renovación y continuación
La entrada del nuevo programador David Darias revitalizó la dinámica de Saviorless, iniciando un proceso productivo de experimentación que ocupó al equipo durante varios años. Durante este tiempo, se desarrollaron al menos tres demos completamente diferentes, concluyendo con una demo final que cumplió con todas las expectativas del momento. Cabe destacar que desarrollar un videojuego en Cuba presentaba desafíos más allá de los que tradicionalmente enfrentan los desarrolladores en todo el mundo, como cortes diarios de energía, falta de equipamiento técnico, la imposibilidad del trabajo remoto, acceso a internet muy limitado (en ese momento, había que ir a un parque público para conectarse a una red Wi-Fi), y la incapacidad de acceder a cualquier forma de financiación o promoción internacional, además del hecho de que los fondos de la campaña de IndieGogo se habían agotado hacía tiempo.

### El problema del nombre y la búsqueda de publicación
Un estudio de veteranos de la industria en Portland, Estados Unidos, al ver que el equipo cubano no tenía registrada la marca del nombre "Savior" – una imposibilidad para ellos desde Cuba – y a pesar de la presencia en línea del juego, decidió registrar el nombre "Savior" para su propio juego, obligando al equipo a cambiar el nombre a "Saviorless" y aceptar que gran parte de la promoción que ya habían realizado fue en vano.
Bajo estas difíciles circunstancias, se hizo evidente para el equipo que sin la ayuda de un editor, probablemente sería muy difícil financiar Saviorless y publicarlo. Afortunadamente, tuvieron una entrevista con el editor francés Plugin Digital (parte de Dear Villagers), quien, después de interesarse en la demo, decidió trabajar con Saviorless.

### Finalización y lanzamiento
El inicio del trabajo con el editor fue un impulso para la producción de Saviorless y un alivio económico para el equipo; los tiempos de trabajo mejoraron, y las expectativas para el juego crecieron significativamente. Con la jugabilidad y las mecánicas definidas, se volvió más fácil centrarse en el aspecto visual de Saviorless, que constituye uno de sus mayores atractivos y también uno de sus mayores desafíos. Aunque originalmente se acordó que el juego duraría alrededor de dos horas, el equipo terminó desarrollando un prototipo tres veces más largo. El costo de esta decisión, nuevamente basada en la inexperiencia, fue un año completo de retraso en comparación con los tiempos de entrega acordados. Finalmente, en junio de 2023, se completó este proceso, que había superado los ocho años de trabajo.
Saviorless se lanzó oficialmente el 2 de abril de 2024 para PC (Steam, Epic Games Store, GOG), Nintendo Switch y PlayStation 5, marcando un hito significativo como el primer videojuego independiente cubano en colaborar con un editor internacional y obtener distribución global.

## Recepción
Saviorless recibió críticas positivas de los medios especializados, obteniendo una puntuación de 76 sobre 100 en el agregador de reseñas OpenCritic y 75 sobre 100 en Metacritic. En Steam, el juego mantiene una valoración "Muy positiva" con un 87% de reseñas positivas entre los usuarios.
El apartado visual fue uno de los elementos más elogiados por la crítica. Mick Fraser de GodisaGeek describió el juego como "maravillosamente macabro" con un aspecto de "dibujo animado infantil y la repentina violencia impactante de una película de terror". La dirección artística con animaciones y arte dibujado a mano fue destacada por numerosos críticos como uno de los puntos fuertes del título.
La narrativa también recibió valoraciones positivas. Varios críticos apreciaron la profundidad de la historia y sus múltiples finales, describiéndola como "una meditación sobre la narrativa que plantea dos preguntas principales: ¿Quién narra la historia del protagonista y quién la revisa?"
Las mecánicas de juego recibieron opiniones más divididas. Algunos críticos consideraron que el juego empezaba como un interesante puzle-plataformas pero eventualmente se convertía en "un ejercicio de frustración debido a las muertes instantáneas y la excesiva dependencia de prueba y error".
La historia, aunque generalmente bien recibida, fue descrita por algunos críticos como "vaga" o "confusa", aunque se señaló que los múltiples finales disponibles mejoraban este aspecto.

### Contexto e importancia cultural
Más allá de sus méritos como videojuego, muchos críticos destacaron la importancia cultural de Saviorless como "el primer videojuego independiente cubano" desarrollado por Empty Head Games, haciendo hincapié en las extraordinarias dificultades que el equipo tuvo que superar durante sus ocho años de desarrollo, incluyendo cortes de energía diarios, acceso limitado a internet, imposibilidad de trabajo remoto, y complicaciones financieras y legales.
Digitalchumps comentó que "si Saviorless es el primer videojuego independiente de Cuba, los jugadores pueden esperar un futuro estéticamente agradable aunque sombrío de diseño de juegos que toca elementos emocionales que dejan huella en la psique". Entertainium lo describió como "un logro y una maravilla de perseverancia que se convirtió en un juego por encima de la media contra todo pronóstico".

### Premios
| Año  | Premio                    | Categoría                                | Resultado | Ref    |
| ---- | ------------------------- | ---------------------------------------- | --------- | ------ |
| 2025 | Premios Quirino           | Finalista: Mejor animación de videojuego | Nominado  | [ 43 ] |
| 2024 | IndieCade                 | Impact                                   | Nominado  | [ 44 ] |
| 2024 | Indie Awards              | Mejor juego latino                       | Ganador   | [ 45 ] |
| 2024 | Equinox Latam Game Awards | Mejor Estudio en Español                 | Nominado  | [ 46 ] |
| 2022 | Stunfest Indie Games      | Promise Award                            | Ganador   | [ 47 ] |